# Amblyraja reversa
Amblyraja reversa (лат.) — малоизученный вид хрящевых рыб семейства ромбовых скатов отряда скатообразных. Обитают в западной части Индийского океана между 26° с. ш. и 24° с. ш. Встречаются на глубине до 1500 м. Их крупные, уплощённые грудные плавники образуют диск в виде ромба со заострённым рылом. Откладывают яйца. Не являются объектом целевого промысла. 

## Таксономия
Впервые вид был научно описан в 1906 году как Raja reversa. Видовой эпитет происходит от лат. reverus — «возврат» и связан с окраской (тёмное брюхо и светлая спина). 

## Ареал
Эти батидемерсальные скаты обитают в Аравийском море у берегов Белуджистана. Встречаются на глубине до 1500 м.

## Описание
Широкие и плоские грудные плавники этих скатов образуют ромбический диск с треугольным рылом и закруглёнными краями. На вентральной стороне диска расположены 5 жаберных щелей, ноздри и рот. На тонком хвосте имеются латеральные складки. У этих скатов 2 редуцированных спинных плавника и редуцированный хвостовой плавник.      

## Биология
Вероятно, подобно прочим ромбовым эти скаты откладывают яйца, заключённые в жёсткую роговую капсулу с выступами на концах. Эмбрионы питаются исключительно желтком.  

## Взаимодействие с человеком
Эти скаты не являются объектом целевого промысла. Глубоководный промысел в ареале отсутствует. Данных для оценики Международным союзом охраны природы охранного статуса вида недостаточно.